# Legio XVII
La Legio XVII (Decimoséptima legión) fue una legión romana, creada por César Augusto alrededor del año 41 a. C. y destruida en la derrota de la batalla del bosque de Teutoburgo en septiembre del año 9. El sobrenombre y emblema de la legión son desconocidos.

## Historia
La legión fue creada probablemente para enfrentarse con Sexto Pompeyo, acuartelado en Sicilia, donde el último resistente al poder del segundo triunvirato amenazaba la producción de cereales de Roma. Después de la derrota de Marco Antonio y Cleopatra en la batalla de Actium en el 31 a. C. la XVII legión fue desplazada a la Galia. A finales del siglo I a. C. fue transferida nuevamente a la Germania Inferior y estacionada en Xanten formaba parte de la guarnición de la provincia, gobernada por Publio Quintilio Varo.
En el inicio de septiembre del año 9, Arminio, el líder de la tribu germana de los queruscos, aliados romanos, trajo noticias de una revuelta en la zona del Rin. Sin sospechar de la veracidad de la información recibida, Varo movilizó la XVII legión, juntamente con la décima-octava y la décima-novena, y se dirigió hacia el oeste. El 9 de septiembre, los queruscos, liderados por el propio Arminius, emboscaron al gobernador y sus legiones cerca de Osnabrück. El resultado fue desastroso para el lado romano y la XVII legión y las demás fueron aniquiladas y perdidos los estandartes en lo que la historia conoce como batalla del bosque de Teutoburgo. 
Años más tarde, Germánico lideró una expedición sobre la zona encontrándose con un escenario tétrico, compuesto por los restos mortales de los legionarios muchos de ellos mutilados. Germánico recuperó el águila de la Legio XVIII de los marsos en el año 16 después de la batalla de Idistaviso y lo llevó de vuelta a Roma.